# Heaven in a Wild Flower: An Exploration of Nick Drake
Heaven in a Wild Flower je kompilační album britského písničkáře Nicka Drakea, vydané v roce 1985 u vydavatelství Island Records. Obsahuje různé písně z jeho alb Five Leaves Left (1969), Bryter Layter (1970) a Pink Moon (1972). Album neobsahuje žádné dříve nevydané nahrávky.

## Seznam skladeb
Všechny skladby napsal Nick Drake.
| Pořadí | Název                        | Délka |
| ------ | ---------------------------- | ----- |
| 1.     | Fruit Tree                   | 4:49  |
| 2.     | Cello Song                   | 4:48  |
| 3.     | The Thoughts of Mary Jane    | 3:20  |
| 4.     | Northern Sky                 | 3:46  |
| 5.     | River Man                    | 4:20  |
| 6.     | At the Chime of a City Clock | 4:47  |
| 7.     | Introduction                 | 1:31  |
| 8.     | Hazey Jane I                 | 4:31  |
| 9.     | Hazey Jane II                | 3:46  |
| 10.    | Pink Moon                    | 2:04  |
| 11.    | Road                         | 2:01  |
| 12.    | Which Will                   | 2:58  |
| 13.    | Things Behind the Sun        | 3:56  |
| 14.    | Time Has Told Me             | 4:23  |

## Obsazení
- Nick Drake – zpěv, kytara, klavír
- Robert Kirby – aranžmá smyčců
- Richard Thompson – kytara
- John Cale – varhany, celesta
- Chris McGregor – klavír
- Paul Harris – klavír
- Danny Thompson – kontrabas
- Dave Pegg – baskytara
- Ed Carter – baskytara
- Mike Kowalski – bicí
- Rocky Dzidzornu – perkuse
- Doris Troy – doprovodné vokály
- P.P. Arnold – doprovodné vokály
- Patrick Arnold – doprovodné vokály
- Ray Warleigh – saxofon